# Neues Wiesenhaus
Neues Wiesenhaus ist ein zum Ortsteil Carlsfeld der Stadt Eibenstock im sächsischen Erzgebirgskreis gehörender Wohnplatz an der Wilzsch.

## Name
Namensgebend dürfte die Lage in einer etwas breiteren Aue des sonst engeren Tals der Wilzsch und die Abgrenzung zum Schönheider Ortsteil Altes Wiesenhaus an der Zwickauer Mulde unterhalb von Wilzschhaus gewesen sein. Früher wurde auch lediglich die Bezeichnung „Wiesenhaus“ verwendet. Auch Moritz von Süßmilch benutzt in seinem Ende des 19. Jahrhunderts erschienenen Werk „Das Erzgebirge“ diesen Begriff.

## Geografie

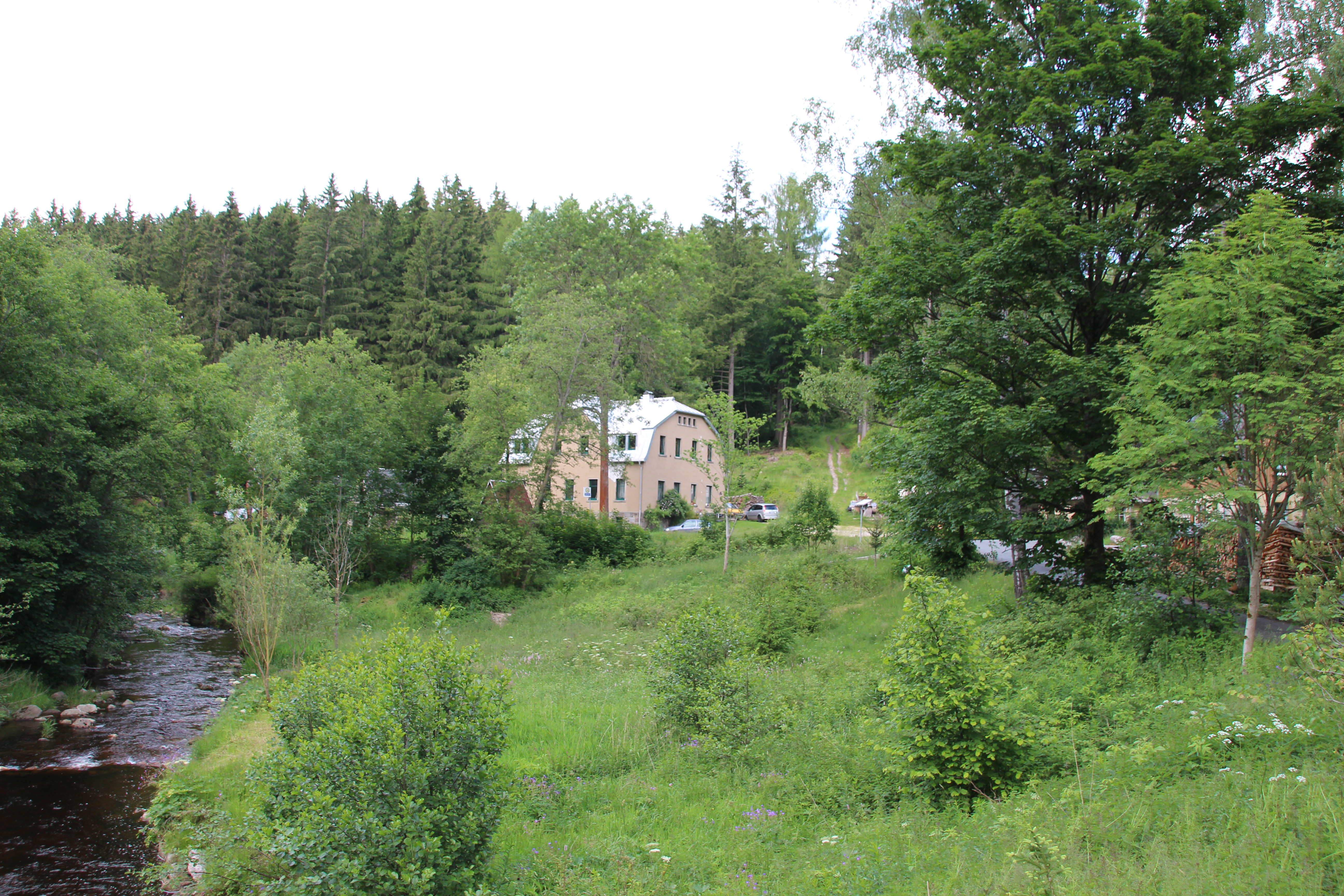
Die Wilzsch mit dem Wohnplatz Neues Wiesenhaus

Das Neue Wiesenhaus liegt im Westerzgebirge in einer Höhe von etwa 635 m ü. NN. Etwa eineinhalb Kilometer flussabwärts liegt der schon zu Schönheide gehörende Ortsteil Wilzschhaus. Im Bereich von Neues Wiesenhaus wendet die Wilzsch nach einem Bogen, in dem sie den Zigeunerbach von links aufnimmt, ihren Lauf von der Nord-West in eine Nordrichtung. An der Wilzsch liegt talaufwärts die frühere Siedlung Wilzschmühle. Der Wohnplatz liegt nach der Naturraumkarte von Sachsen in der Mikrogeochore „Carlsfelder Wilzsch-Tal“ und ist Teil der Mesogeochore „Eibenstocker Bergrücken“.

## Klima
Das Talgebiet der Wilzsch gehört mit einer Jahresmitteltemperatur von 5,1 °C bis 6,1 °C (flussab) zu den kältesten Gebieten des oberen Westerzgebirges. Es zählt hinsichtlich der Luftbewegung zu den austauscharmen Tallagen mit dadurch verursachter besonderer Frostgefährdung. Im Bereich der Wilzsch gibt es „windgeschützte, aber frostanfällige Tallagen aufgrund von Strahlungsdefiziten“, zahlreichen Nebeltagen sowie „Sonn- und Schatthängen“.

## Geschichte

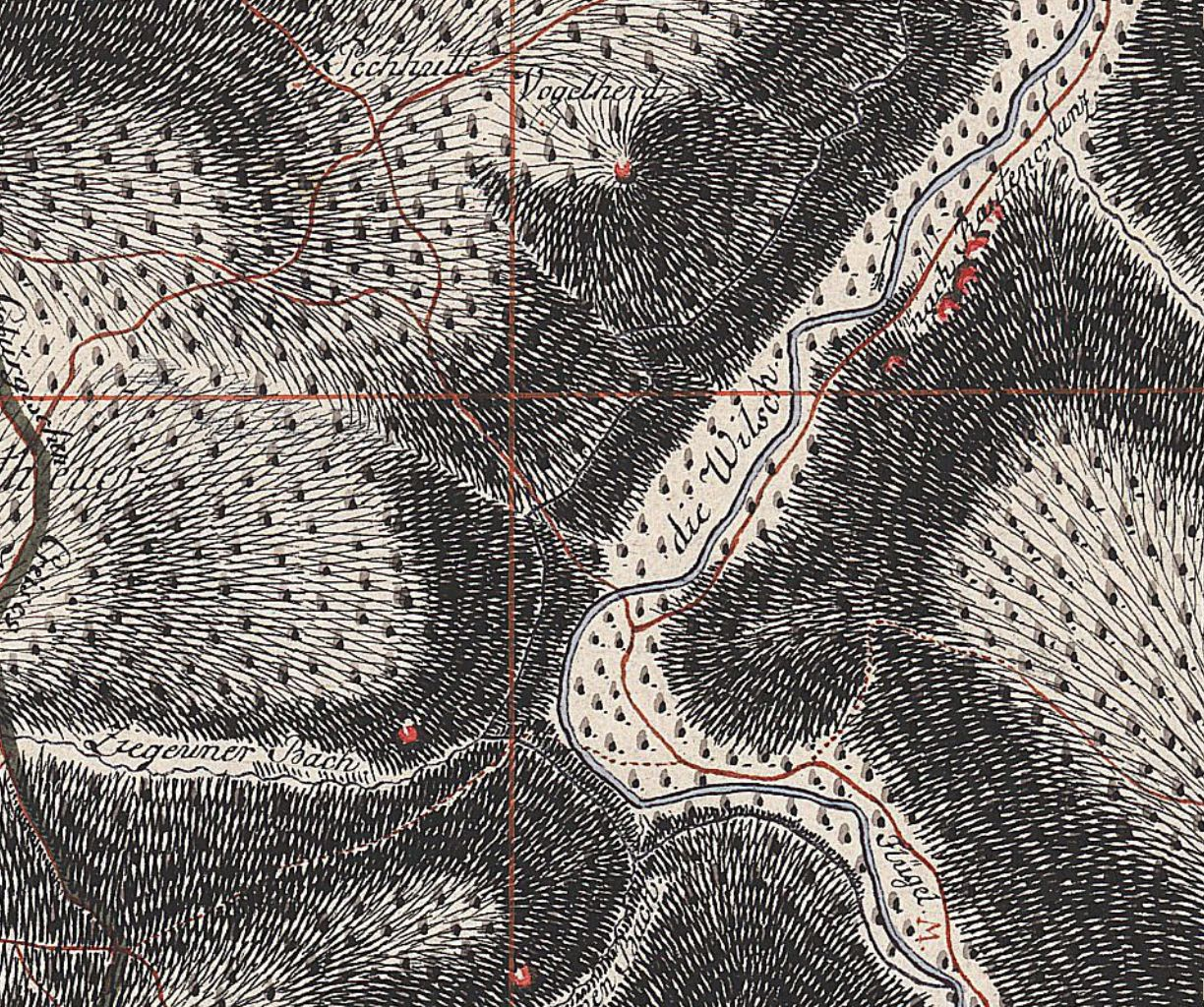
Karte von 1791: Noch ohne Neues Wiesenhaus

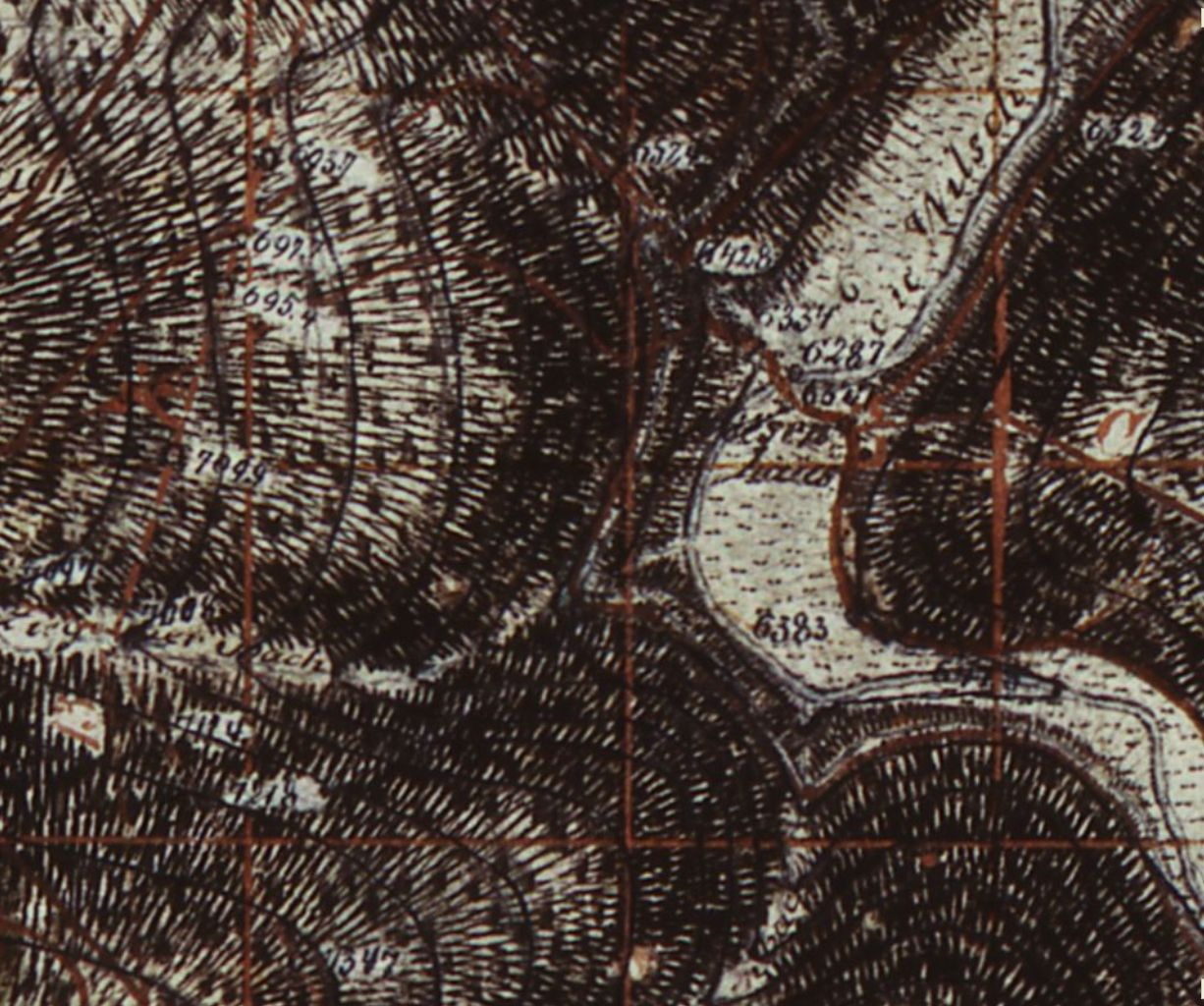
Ende des 19. Jahrhunderts: „Wiesenhaus“ ist eingezeichnet

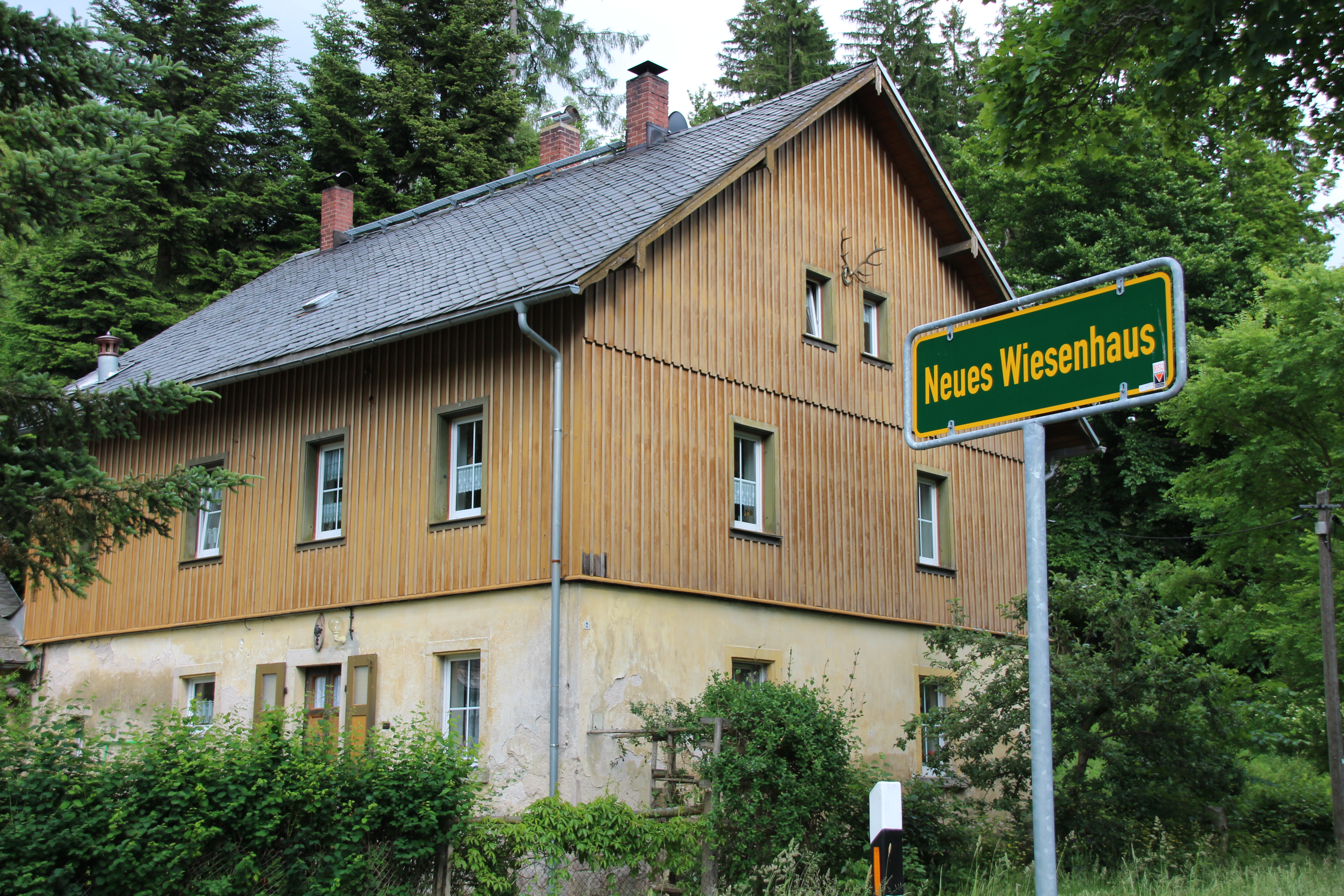
Früheres Forsthaus

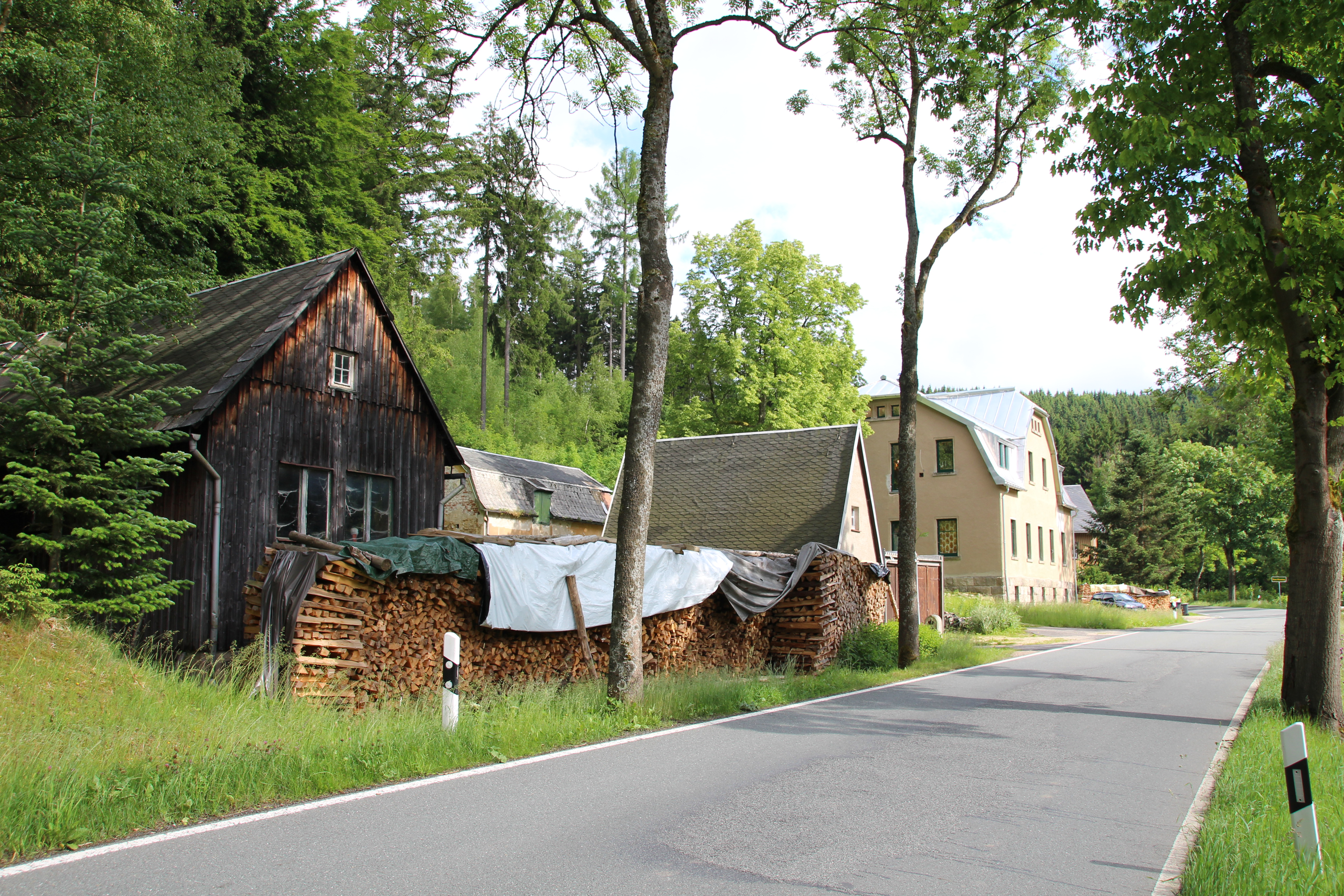
Staatsstraße mit früherer Gaststätte

Im Bereich des vom Riedertberg (775 m ü. NN) geprägten Waldgebietes zwischen Eibenstock, Zwickauer Mulde und der Wilzsch wurde schon um 1500 ertragreicher Zinnbergbau betrieben. In einer Bildkarte der Bergwerke Vordere und Hintere Schmochau wird eine Reihe von Bergwerksanlagen und Pochwerken genannt. Wieweit auch der Bereich der heutigen Siedlung Neues Wiesenhaus in den Bergbau einbezogen war, ist nicht erkennbar. Das 1791 von Friedrich Ludwig Aster gezeichnete Blatt 220 der sächsischen Meilenblätter – Berliner Ausgabe – zeigt noch keine Bauten an dieser Stelle. In der mit „Ergänzungen bis in das letzte Viertel des 19. Jahrhunderts“ versehenen Dresdner Ausgabe findet sich der Eintrag Wiesenhaus. Im Neuen Wiesenhaus gab es „eine der letzten Pechhütten des Gebirges“. Die Technik, aus Baumharz durch Kochen Pech herzustellen, wurde mit dem Ende des 19. Jahrhunderts nicht mehr angewandt. Es ist zu vermuten, dass in der zweiten Hälfte des 19. Jahrhunderts eine Gaststätte und das Forsthaus, die beiden einzigen Gebäude der Siedlung, entstanden. Für das Forsthaus lässt die erste Datierung der Bauakte des Landbauamts Zwickau mit dem Jahr 1862 diesen Schluss zu. Die Gaststätte wird erstmals 1884 in den Akten des gleichen Amts erwähnt. Auf Ansichtskarten aus der Zeit um 1910 steht am Gebäude der Gastwirtschaft „Restaurant Wiesenhaus“. Bei der Planung des Weiterbaus der Schmalspurbahn Wilkau-Haßlau–Carlsfeld von Wilzschhaus nach Carlsfeld am Ende des 19. Jahrhunderts werden sie schon vorhanden gewesen sein. Sonst wäre angesichts des geringen Abstands zwischen Wilzschhaus und Wilzschmühle von lediglich 3,615 Kilometern eine Bedarfshaltestelle der Bahn nach nur 1,932 Kilometern nicht eingerichtet worden. Die Bahnstrecke verlief zwischen Straße und Wilzsch. Der Haltepunkt hatte keinerlei Bauten, nur ein Stationsschild. Reste der Bahn sind nicht mehr vorhanden. Der Haltepunkt der Eisenbahn wurde unter der Bezeichnung „Wiesenhaus“ geführt.
Sowohl das Forsthaus als auch die Gaststätte dienen am Ende des 20. Jahrhunderts nicht mehr im ursprünglichen Zweck. Sie sind Wohnhäuser in privatem Eigentum.
Im Neuen Wiesenhaus steht am Rand der Straße ein im Zeitraum zwischen 1859 und 1866 aufgestellter Meilenstein, der nach 1990 restauriert wurde.
Etwa 700 Meter westlich von Wiesenhaus liegt im Wald an der Rautenkranzer Straße/Ecke Tannenweg das Grab eines sowjetischen Soldaten aus der Zeit um 1945, an das eine Gedenktafel erinnert. Das Grab steht in der Liste der Kulturdenkmale in Carlsfeld.
Neues Wiesenhaus gehörte zur Gemeinde Carlsfeld und wurde mit dieser 1997 in die Stadt Eibenstock eingemeindet.

## Verkehr

Neues Wiesenhaus um 1900

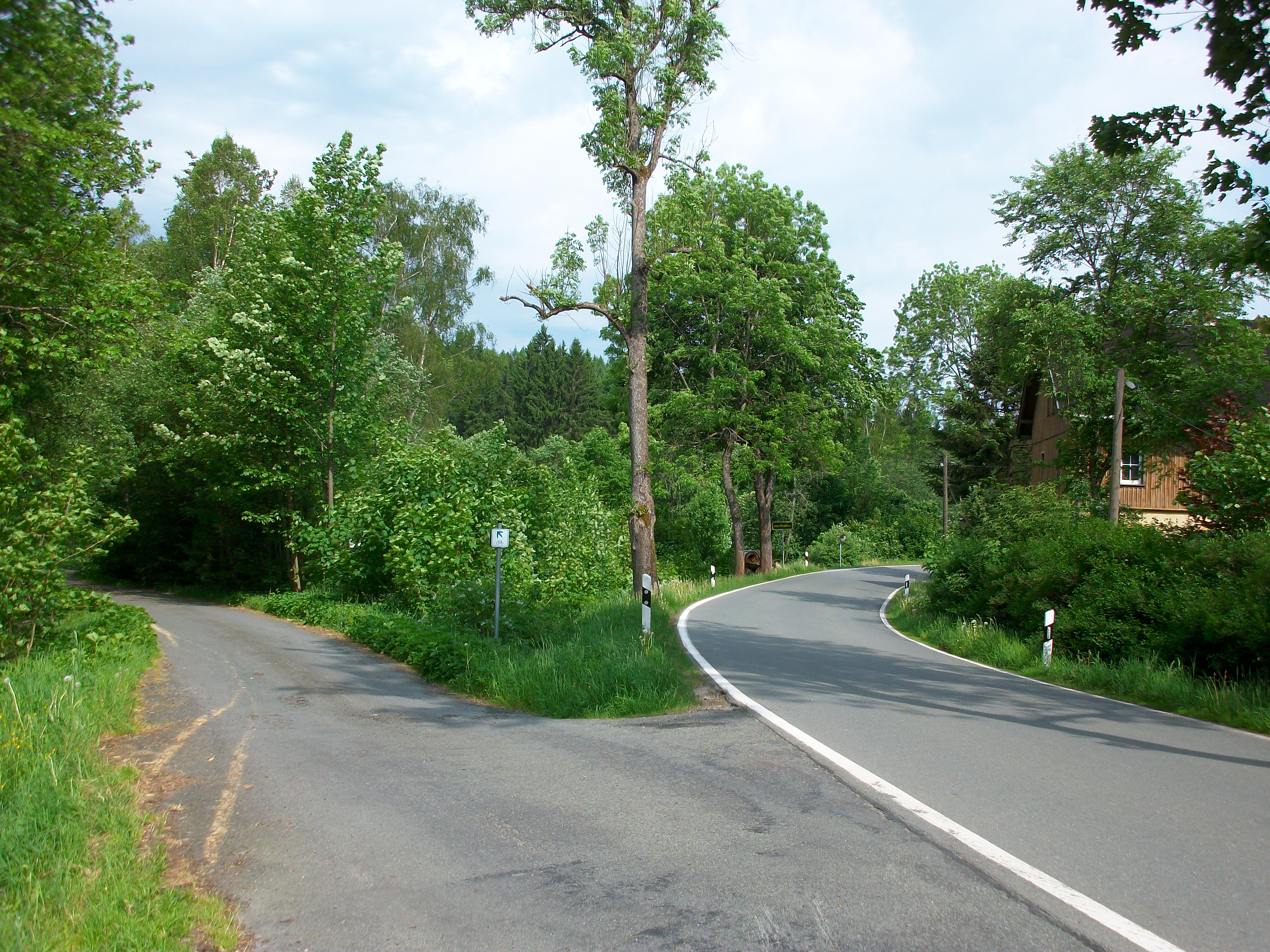
Neues Wiesenhaus, Standort des ehemaligen Haltepunkts Wiesenhaus der Schmalspurbahn (2017)

Der Wohnplatz wird von der Staatsstraße 276 erschlossen, die von Wilzschhaus nach Carlsfeld führt. Ein Schulbus hält an Schultagen. Der Fernradweg Euregio Egrensis erreicht von Wilzschmühle aus das Neue Wiesenhaus und führt über die dortige Wilzschbrücke durch den Wald weiter in Richtung Rautenkranz. An derselben Stelle überquert die durch die Wälder führende historische Straße von Eibenstock nach Rautenkranz die Wilzsch. Bei ihrer Entstehung vermied man das Flusstal der Zwickauer Mulde wegen des Überflutungsrisikos und der Unwegsamkeit auf Grund der sumpfartigen nassen Stellen im Flusstal. Der Weg dient heute der forstlichen Erschließung der Wälder und als Wanderweg im Verlauf des „Talwegs der Zwickauer Mulde“.
Zwischen 1901 und 1966 besaß Neues Wiesenhaus mit dem Haltepunkt „Wiesenhaus“ Anschluss an die Schmalspurbahn Wilkau-Haßlau–Carlsfeld.